# Josip Pavić

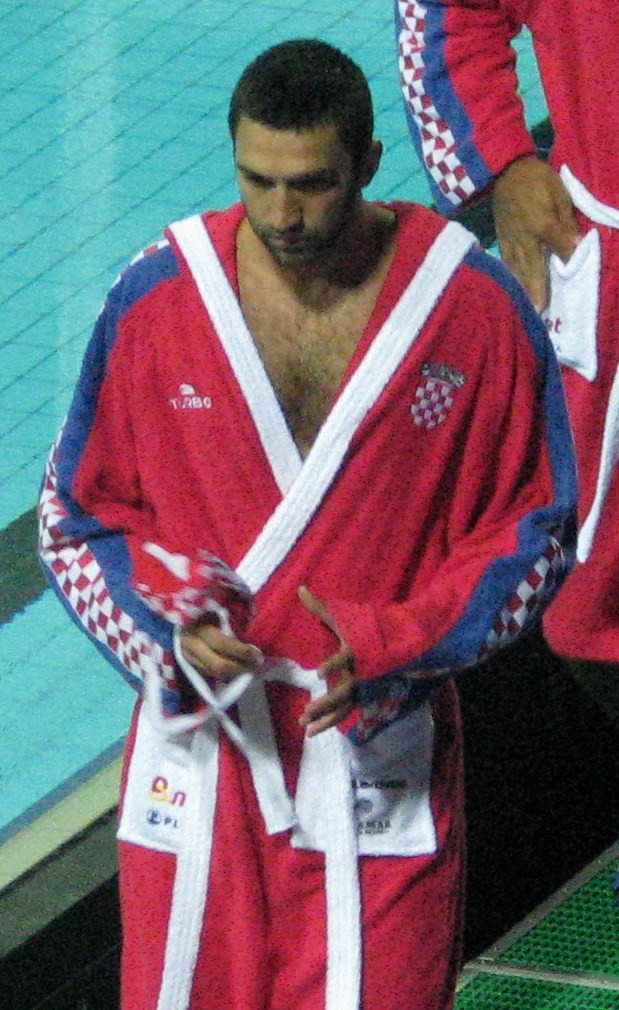
Josip Pavić (2010)

Josip Pavić (* 15. Januar 1982 in Split) ist ein ehemaliger kroatischer Wasserballspieler. Er war mit der kroatischen Nationalmannschaft Olympiasieger 2012 und Olympiazweiter 2016. Bei Weltmeisterschaften gewann er 2007, war 2015 Zweiter sowie 2009, 2011 und 2013 Dritter. 2010 war er Europameister und 2013 Sieger bei den Mittelmeerspielen.

## Sportliche Karriere
Der 1,95 m große Josip Pavić begann in Split und hütete dann viele Jahre das Tor bei HAVK Mladost Zagreb, dem kroatischen Meister von 2008. Gegen Ende seiner sportlichen Karriere spielte Josip Pavić beim griechischen Serienmeister Olympiakos SFP.
In der Nationalmannschaft begann Josip Pavić als zweiter Torhüter hinter Frano Vićan. Bei der Weltmeisterschaft 2007 in Melbourne bezwangen die Kroaten im Halbfinale die serbische Mannschaft und besiegten im Finale die Ungarn nach Verlängerung. 2008 nahm Pavić zum ersten Mal an Olympischen Spielen teil. Beim olympischen Turnier in Peking unterlagen die Kroaten im Viertelfinale der Mannschaft aus Montenegro und belegten in den Platzierungsspielen den sechsten Rang. Josip Pavić wurde nur im Vorrundenspiel gegen China eingesetzt, sonst spielte Vicán.
2009 bei der Weltmeisterschaft in Rom unterlagen die Kroaten im Halbfinale den Serben, im Spiel um den dritten Platz besiegten sie die Mannschaft aus den Vereinigten Staaten mit 8:6, wobei Pavić in diesem Spiel durchspielte. Im Jahr darauf war Kroatien Gastgeber der Europameisterschaft 2010. Die kroatische Mannschaft bezwang im Halbfinale die spanische Mannschaft mit 10:9, im Finale siegte sie mit 7:3 gegen die Italiener. Bei der Weltmeisterschaft 2011 in Schanghai unterlagen die Kroaten im Halbfinale den Italienern mit 8:9. Das Spiel um den dritten Platz gewannen die Kroaten mit 12:11 gegen die Ungarn. 2012 gewannen die Kroaten alle fünf Spiele ihrer Vorrundengruppe bei den Olympischen Spielen in London. Nach einem 8:2 im Viertelfinale gegen das US-Team und einem 7:5 gegen Montenegro im Halbfinale trafen die Kroaten im Finale auf die italienische Mannschaft und gewannen mit 8:6. Josip Pavić war Stammtorhüter, Frano Vićan kam nur noch zu sporadischen Einsätzen.
Ende Juni 2013 fanden die Mittelmeerspiele 2013 im türkischen Mersin statt, bei denen die kroatische Mannschaft gewann. Einen Monat später bei der Weltmeisterschaft in Barcelona unterlagen die Kroaten im Halbfinale der ungarischen Mannschaft. Das Spiel um den dritten Platz gewannen die Kroaten mit 10:8 gegen die Italiener. Josip Pavić war Stammtorhüter, Ersatzmann Marko Bijač kam nur in zwei Vorrundenspielen zum Einsatz. 2014 belegten die Kroaten mit Pavić als Stammtorhüter den fünften Platz bei der Europameisterschaft in Budapest. Bei der Weltmeisterschaft 2015 in Kasan gewannen die Kroaten im Viertelfinale gegen Montenegro. Das Halbfinalspiel gegen die Griechen konnten die Kroaten erst im Penaltyschießen für sich entscheiden. Im Finale unterlagen die Kroaten den Serben mit 4:11. Im Jahr darauf bei den Olympischen Spielen 2016 in Rio de Janeiro siegten die Kroaten im Viertelfinale über die Brasilianer und im Halbfinale über die Montenegriner. Im Finale spielten wieder die Serben gegen die Kroaten und die Serben gewannen 11:7. Pavić und Bijač wurden beide im Finale eingesetzt, Bijač hatte dabei allerdings mehr Spielzeit.